# Sonja Marx

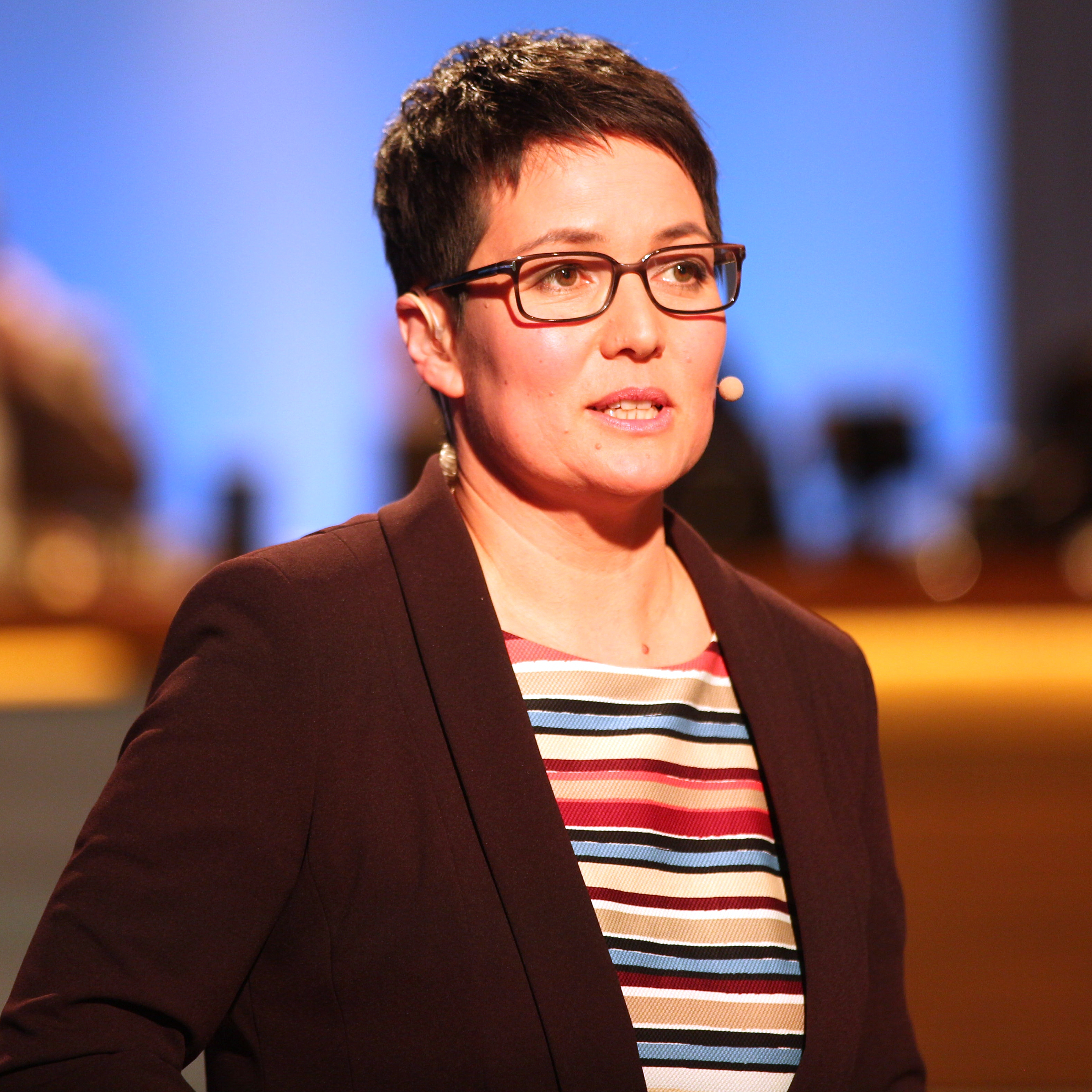
Sonja Marx (2017)

Sonja Marx (* 1969 in West-Berlin) ist eine deutsche Journalistin, Hörfunk- und Fernsehmoderatorin.

## Leben
Marx, die am Niederrhein aufwuchs, studierte an den Universitäten Köln und Utrecht Niederländisch sowie Englisch und Politikwissenschaft in den Nebenfächern. Von 1999 bis 2000 absolvierte sie ein Volontariat beim Saarländischen Rundfunk, seit Oktober 2000 ist sie in verschiedenen Funktionen für die Landesrundfunkanstalt des Saarlandes tätig: Bis März 2010 als Moderatorin, Reporterin und Redakteurin bei SR 3 Saarlandwelle, seit 2008 als Sprecherin im Hörfunk und Fernsehen sowie seit April 2010 auch als Hauptmoderatorin des Landesmagazins Aktueller Bericht im SR Fernsehen. Seit September 2020 ist sie zudem als Moderatorin der Frühsendung Der Morgen beim SR Kultur tätig.